# B-スタイル・フライデー
B-スタイル・フライデーは毎週金曜午後4時から7時まで生放送されていたFM山形の番組。

2009年3月27日に放送終了。

## パーソナリティー
- 松浦貴広
- 庄子久子
- JORI（リポーター）

## タイムテーブル
- 4.09　ONE WEEK フラッシュ
- 4.22　PICK UP DROP
- 4.31　WEEKENDウォーカー
- 4.54　日経・経済ジャーナル
- 5.10　カートゥーン・オン・ザ・レディオ
- 5.33　WEEKENDウォーカー
- 5.45　ウェザーリポート
- 5.54　FM山形ニュース
- 6.05　The Castle Bridal Information（毎月第一金曜限定）
- 6.13　未来山形スタイル（毎月第一金曜限定）
- 6.20　ミュージック・アンソロジー
- 6.30　フォーラム・シネマタイム
- 6.33　WEEKENDウォーカー
- 6.42　メッセージ・フラッシュ!
- 6.52　FM山形ニュース
- 6.56　エンディング